# Saison 2017-2018 de Manchester United
Maillots
Chronologie
Saison précédente Saison suivante
La saison 2017-2018 du Manchester United Football Club est la 26e saison du club en Premier League, et sa 43e saison consécutive dans la première division du football anglais.
Après avoir remporté trois trophées durant la saison 2016-2017 (Community Shield, Coupe de la Ligue, Ligue Europa), la saison 2017-2018 est celle de la confirmation pour Manchester United. Le club doit en effet affirmer son retour sur la scène nationale en oubliant la mauvaise 6e place de la saison passée, mais également sur la scène continentale en réussissant son retour en Ligue des champions. Pour cela, les Red Devils vont une nouvelle fois compter sur José Mourinho qui entame sa deuxième saison au poste mais aussi sur des moyens colossaux qui vont permettre de recruter de nouveaux joueurs.

## Avant-saison
La période de repos à l'inter-saison est relativement calme, aucun joueur n'étant convoqué pour la Coupe des confédérations.
À l'aube de la nouvelle saison, le club est à nouveau invité à participer à l'International Champions Cup aux États-Unis. Le club commence ainsi sa tournée de pré-saison le 10 juillet 2017 directement à Los Angeles avec deux nouvelles recrues : Victor Lindelöf et Romelu Lukaku. Après avoir affronté deux équipes locales, le club entame la compétition et réalise une prestation correcte avant de terminer par deux matches en Europe. Le club réalise ainsi une tournée satisfaisante avec six victoires en sept matches et en titularisant plusieurs jeunes joueurs tels que Joel Pereira, Andreas Pereira ou encore Scott McTominay. José Mourinho en profite par ailleurs pour effectuer des essais quant à l'utilisation possible d'une formation en 3-5-2.

## Transferts

### Transferts estivaux
Le club étant redevenu le club le plus riche au monde au début de l'année 2017, les médias annoncent naturellement que le club dépensera énormément d'argent durant le marché des transferts estivaux. Une première grosse rumeur enfle fin mai, celle de l'arrivée possible d'Antoine Griezmann qui déclare durant l'émission Quotidien avoir « six chances sur dix » de rejoindre les Red Devils. Mais quelques jours plus tard, l'international français prolonge son contrat avec l'Atlético de Madrid qui est interdit de recrutement.
Entre-temps, le club mancunien officialise tout de même l'arrivée de Victor Lindelöf en provenance du Benfica Lisbonne pour renforcer le secteur défensif. Un mois plus tard, Romelu Lukaku rejoint l'équipe pour combler les besoins offensifs de l'équipe à la suite des départs de Wayne Rooney et Zlatan Ibrahimović. Enfin, le club enregistre l'arrivée de Nemanja Matić dans l'entrejeu, lui qui a déjà travaillé avec José Mourinho auparavant.
| Nom                       | Nationalité    | Poste     | Transfert                                    | Provenance/Destination | Division         |
| ------------------------- | -------------- | --------- | -------------------------------------------- | ---------------------- | ---------------- |
| Arrivées                  |                |           |                                              |                        |                  |
| Romelu Lukaku             | Belgique       | Attaquant | Transfert (85 millions d'euros + 17 bonus)   | Everton                | Premier League   |
| Nemanja Matić             | Serbie         | Milieu    | Transfert (40 millions d'euros + 5 bonus)    | Chelsea                | Premier League   |
| Victor Lindelöf           | Suède          | Défenseur | Transfert (35 millions d'euros + 10 bonus)   | Benfica Lisbonne       | Liga NOS         |
| Adnan Januzaj             | Belgique       | Attaquant | Retour de prêt                               | Sunderland             | Premier League   |
| Andreas Pereira           | Brésil         | Milieu    | Retour de prêt                               | Grenade CF             | Liga             |
| Guillermo Varela          | Uruguay        | Défenseur | Retour de prêt                               | Eintracht Francfort    | Bundesliga       |
| Sam Johnstone             | Angleterre     | Gardien   | Retour de prêt                               | Aston Villa            | Championship     |
| Joe Riley                 | Angleterre     | Milieu    | Retour de prêt                               | Sheffield United       | League One       |
| Départs                   |                |           |                                              |                        |                  |
| Wayne Rooney              | Angleterre     | Attaquant | Transfert (10 millions d'euros)              | Everton                | Premier League   |
| Adnan Januzaj             | Belgique       | Attaquant | Transfert (8,5 millions d'euros + 2,5 bonus) | Real Sociedad          | Liga             |
| Guillermo Varela          | Uruguay        | Défenseur | Transfert                                    | CA Peñarol             | Primera División |
| Josh Harrop               | Angleterre     | Attaquant | Transfert                                    | Preston North End      | Championship     |
| Andreas Pereira           | Brésil         | Milieu    | Prêt                                         | Valence CF             | Liga             |
| Timothy Fosu-Mensah       | Pays-Bas       | Défenseur | Prêt                                         | Crystal Palace         | Premier League   |
| Sam Johnstone             | Angleterre     | Gardien   | Prêt                                         | Aston Villa            | Championship     |
| Cameron Borthwick-Jackson | Angleterre     | Défenseur | Prêt                                         | Leeds United           | Championship     |
| Dean Henderson            | Angleterre     | Gardien   | Prêt                                         | Shrewsbury Town        | League One       |
| Regan Poole               | Pays de Galles | Défenseur | Prêt                                         | Northampton Town       | League One       |
| Devonte Redmond           | Angleterre     | Milieu    | Prêt                                         | Scunthorpe United      | League One       |

### Transferts hivernaux
| Nom                       | Nationalité | Poste     | Transfert                         | Provenance/Destination | Division       |
| ------------------------- | ----------- | --------- | --------------------------------- | ---------------------- | -------------- |
| Arrivées                  |             |           |                                   |                        |                |
| Alexis Sánchez            | Chili       | Attaquant | Échange (avec Henrikh Mkhitaryan) | Arsenal                | Premier League |
| Cameron Borthwick-Jackson | Angleterre  | Défenseur | Retour de prêt                    | Leeds United           | Championship   |
| Départs                   |             |           |                                   |                        |                |
| Zlatan Ibrahimović        | Suède       | Attaquant | Contrat résilié                   | LA Galaxy              | MLS            |
| Henrikh Mkhitaryan        | Arménie     | Milieu    | Échange (avec Alexis Sánchez)     | Arsenal                | Premier League |
| Axel Tuanzebe             | Angleterre  | Défenseur | Prêt                              | Aston Villa            | Premier League |
| James Wilson              | Angleterre  | Défenseur | Prêt                              | Sheffield United       | Championship   |

## Joueurs et encadrement technique

### Encadrement technique

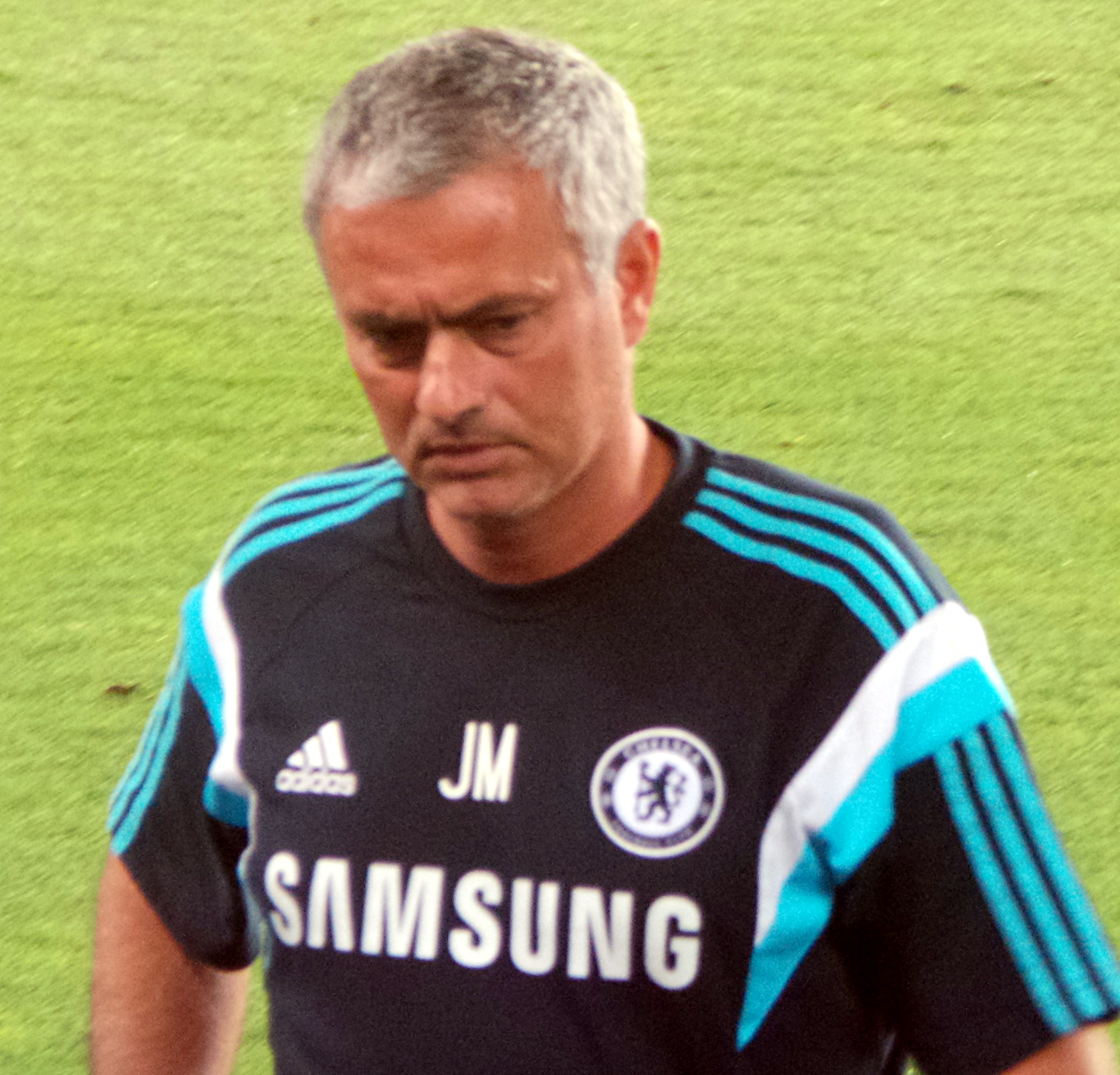
José Mourinho à Chelsea, en 2014.

L'équipe est entraînée par José Mourinho. Après une courte carrière de footballeur au Portugal, José est devenu entraîneur adjoint au Sporting CP, FC Porto puis au FC Barcelone. « The Special One » comme il s'est surnommé après sa première conférence de presse avec Chelsea, est un entraîneur qui divise. Il est à la fois décrié par certains — pour son caractère provocateur et moqueur — et adulé par d'autres — pour son riche palmarès et ses connaissances tactiques. Le Mou a entraîné au Portugal, en Angleterre, en Italie et en Espagne, remportant les championnats dans ces quatre pays, et leurs coupes nationales. Il a également gagné une Coupe UEFA et deux Ligue des champions, avec le FC Porto en 2004 et l'Inter Milan en 2010. À la suite de son triplé historique avec le club milanais, il obtient en 2011 le premier prix d'entraîneur de l'année FIFA, considéré comme le Ballon d'Or des entraîneurs, devançant le sélectionneur espagnol et champion du monde Vicente del Bosque ainsi que Josep Guardiola. Il remporte par ailleurs plusieurs trophées continentales comme le prix du meilleur entraîneur d'Europe selon l'UEFA et le prix du meilleur entraîneur de club selon l'IFFHS.
Son entraîneur adjoint est Rui Faria, fidèle assistant qui le suit depuis plusieurs années. Un temps annoncé comme étant son deuxième adjoint, Ryan Giggs annonce finalement son départ après 29 années au sein du club. D'après Mourinho, le gallois souhaitait entraîner le club. Le reste du staff a été annoncé au début du mois de juillet et est composé de Silvino Louro, Carlos Lalin, Giovani Cerra, Ricardo Formosinho et Emilio Álvarez (en). Tous les membres du staff ont déjà travaillé avec l'entraîneur portugais auparavant.

## Compétitions
| Premier League     | Ligue des champions                           | FA Cup                      | League Cup                                     | Supercoupe de l'UEFA             |
| ------------------ | --------------------------------------------- | --------------------------- | ---------------------------------------------- | -------------------------------- |
| 2e place 81 points | Huitième de finale face à Séville (0-0) (1-2) | Finale face à Chelsea (0-1) | Quarts de finale face à Bristol City (2) (2-1) | Finale face au Real Madrid (1-2) |
| 25V 6N 7D          | 5V 1N 2D                                      | 5V 0N 1D                    | 2V 1D                                          | 0V 1D                            |
| TOTAL : 37V 7N 12D |                                               |                             |                                                |                                  |

### Supercoupe de l'UEFA
La supercoupe de l'UEFA 2017 est la 42e édition de la supercoupe de l'UEFA. Le match oppose le Real Madrid, vainqueur de la Ligue des champions 2016-2017, à Manchester United, vainqueur de la Ligue Europa 2016-2017. Les règles du match sont celles d'une finale de coupe d'Europe : la durée de la rencontre est de 90 minutes. S'il y a toujours match nul, une prolongation de deux fois quinze minutes est jouée. S'il y a toujours égalité au terme de cette prolongation, une séance de tirs au but est réalisée. Trois remplacements sont autorisés pour chaque équipe.
Après une première mi-temps portée sur la défensive et entachée d'un but de Casemiro, les Red Devils se réveillent en deuxième mi-temps mais encaissent rapidement un but d'Isco avant de réduire le score par l'intermédiaire de Romelu Lukaku. Le score en reste là et le club s'incline face aux champions d'Europe en titre.

### Championnat

#### Classement
| Rang | Équipe            | Pts | J  | G  | N  | P  | Bp  | Bc | Diff | Qualification ou relégation                                      |
| ---- | ----------------- | --- | -- | -- | -- | -- | --- | -- | ---- | ---------------------------------------------------------------- |
| 1    | Manchester City L | 100 | 38 | 32 | 4  | 2  | 106 | 27 | +79  | Qualification pour la phase de groupes de la Ligue des champions |
| 2    | Manchester United | 81  | 38 | 25 | 6  | 7  | 68  | 28 | +40  | Qualification pour la phase de groupes de la Ligue des champions |
| 3    | Tottenham Hotspur | 77  | 38 | 23 | 8  | 7  | 74  | 36 | +38  | Qualification pour la phase de groupes de la Ligue des champions |
| 4    | Liverpool FC      | 75  | 38 | 21 | 12 | 5  | 84  | 38 | +46  | Qualification pour la phase de groupes de la Ligue des champions |
| 5    | Chelsea FC T C    | 70  | 38 | 21 | 7  | 10 | 62  | 38 | +24  | Qualification pour la phase de groupes de la Ligue Europa        |

#### Évolution du classement et des résultats
| Journée  | 1 | 2 | 3 | 4 | 5 | 6 | 7 | 8 | 9 | 10 | 11 | 12 | 13 | 14 | 15 | 16 | 17 | 18 | 19 | 20 | 21 | 22 | 23 | 24 | 25 | 26 | 27 | 28 | 29 | 30 | 31 | 32 | 33 | 34 | 35 | 36 | 37 | 38 | Journées en tête |
| -------- | - | - | - | - | - | - | - | - | - | -- | -- | -- | -- | -- | -- | -- | -- | -- | -- | -- | -- | -- | -- | -- | -- | -- | -- | -- | -- | -- | -- | -- | -- | -- | -- | -- | -- | -- | ---------------- |
| Rang     | 1 | 1 | 1 | 1 | 1 | 1 | 2 | 2 | 2 | 2  | 2  | 2  | 2  | 2  | 2  | 2  | 2  | 2  | 2  | 2  | 3  | 2  | 2  | 2  | 2  | 2  | 2  | 2  | 2  | 2  | 2  | 2  | 2  | 2  | 2  | 2  | 2  | 2  | 6                |
| Résultat | V | V | V | N | V | V | V | N | D | V  | D  | V  | V  | V  | V  | D  | V  | V  | N  | N  | N  | V  | V  | V  | D  | V  | D  | V  | V  | V  | N  | V  | V  | D  | V  | V  | D  | V  | —                |

### Ligue des champions

#### Phase de groupes
| Rang | Équipe            | Pts | J | G | N | P | Bp | Bc | Diff |  | Résultats (▼ dom., ► ext.) |     |     |     |     |
| ---- | ----------------- | --- | - | - | - | - | -- | -- | ---- |  | -------------------------- | --- | --- | --- | --- |
| 1    | Manchester United | 15  | 6 | 5 | 0 | 1 | 12 | 3  | +9   |  | Manchester United          |     | 3-0 | 2-1 | 2-0 |
| 2    | FC Bâle           | 12  | 6 | 4 | 0 | 2 | 11 | 5  | +6   |  | FC Bâle                    | 1-0 |     | 1-2 | 5-0 |
| 3    | CSKA Moscou       | 9   | 6 | 3 | 0 | 3 | 8  | 10 | -2   |  | CSKA Moscou                | 1-4 | 0-2 |     | 2-0 |
| 4    | Benfica Lisbonne  | 0   | 6 | 0 | 0 | 6 | 1  | 14 | -13  |  | Benfica Lisbonne           | 0-1 | 0-2 | 1-2 |     |

## Statistiques

### Statistiques collectives
| Compétition          | Débute au tour           | Termine       | Matches joués | Gagnés | Nuls | Perdus | Buts pour | Buts contre | Différence |
| -------------------- | ------------------------ | ------------- | ------------- | ------ | ---- | ------ | --------- | ----------- | ---------- |
| Supercoupe de l'UEFA | Finale                   | Finaliste     | 1             | 0      | 0    | 1      | 1         | 2           | -1         |
| Premier League       | -                        | 2e            | 38            | 25     | 6    | 7      | 68        | 28          | +40        |
| FA Cup               | 3e tour (1/32 de finale) | Finaliste     | 6             | 5      | 0    | 1      | 12        | 2           | +10        |
| League Cup           | 1/16 de finale           | 1/4 de finale | 3             | 2      | 0    | 1      | 7         | 3           | +4         |
| Ligue des champions  | Phase de groupes         | 1/8 de finale | 8             | 5      | 1    | 2      | 13        | 5           | +8         |
| Total                | Total                    | Total         | 56            | 37     | 7    | 12     | 101       | 40          | +61        |

### Statistiques individuelles
Mis à jour le 19 mai 2018
| P | Nat.                        | Nom                       | Premier League | Premier League | Premier League | Premier League | FA Cup | FA Cup      | FA Cup | FA Cup       | League Cup | League Cup  | League Cup | League Cup   | Ligue des Champions | Ligue des Champions | Ligue des Champions | Ligue des Champions | Supercoupe de l'UEFA | Supercoupe de l'UEFA | Supercoupe de l'UEFA | Supercoupe de l'UEFA | Total | Total       | Total  | Total        |
| P | Nat.                        | Nom                       | MJ             | But inscrit    | Averti         | Carton rouge   | MJ     | But inscrit | Averti | Carton rouge | MJ         | But inscrit | Averti     | Carton rouge | MJ                  | But inscrit         | Averti              | Carton rouge        | MJ                   | But inscrit          | Averti               | Carton rouge         | MJ    | But inscrit | Averti | Carton rouge |
| - | --------------------------- | ------------------------- | -------------- | -------------- | -------------- | -------------- | ------ | ----------- | ------ | ------------ | ---------- | ----------- | ---------- | ------------ | ------------------- | ------------------- | ------------------- | ------------------- | -------------------- | -------------------- | -------------------- | -------------------- | ----- | ----------- | ------ | ------------ |
| G | Drapeau de l'Espagne        | David de Gea              | 37             | 0              | 0              | 0              | 2      | 0           | 0      | 0            | 0          | 0           | 0          | 0            | 6                   | 0                   | 0                   | 0                   | 1                    | 0                    | 0                    | 0                    | 46    | 0           | 0      | 0            |
| G |                             | Sergio Romero             | 1              | 0              | 0              | 0              | 4      | 0           | 0      | 0            | 3          | 0           | 0          | 0            | 2                   | 0                   | 0                   | 0                   | 0                    | 0                    | 0                    | 0                    | 9     | 0           | 0      | 0            |
| G |                             | Joel Castro Pereira       | 0              | 0              | 0              | 0              | 0      | 0           | 0      | 0            | 1          | 0           | 0          | 0            | 0                   | 0                   | 0                   | 0                   | 0                    | 0                    | 0                    | 0                    | 0     | 0           | 0      | 0            |
| G | Drapeau de l'Angleterre     | Sam Johnstone             | 0              | 0              | 0              | 0              | 0      | 0           | 0      | 0            | 0          | 0           | 0          | 0            | 0                   | 0                   | 0                   | 0                   | 0                    | 0                    | 0                    | 0                    | 0     | 0           | 0      | 0            |
| D | Drapeau de la Suède         | Victor Lindelöf           | 17             | 0              | 1              | 0              | 3      | 0           | 0      | 0            | 3          | 0           | 0          | 0            | 5                   | 0                   | 0                   | 0                   | 1                    | 0                    | 0                    | 0                    | 29    | 0           | 1      | 0            |
| D | Drapeau de la Côte d'Ivoire | Éric Bailly               | 13             | 1              | 2              | 0              | 2      | 0           | 0      | 0            | 0          | 0           | 0          | 0            | 3                   | 0                   | 1                   | 0                   | 0                    | 0                    | 0                    | 0                    | 18    | 1           | 3      | 0            |
| D | Drapeau de l'Angleterre     | Phil Jones                | 23             | 0              | 2              | 0              | 2      | 0           | 1      | 0            | 0          | 0           | 0          | 0            | 0                   | 0                   | 0                   | 0                   | 0                    | 0                    | 0                    | 0                    | 25    | 0           | 3      | 0            |
| D |                             | Marcos Rojo               | 9              | 0              | 6              | 0              | 1      | 0           | 0      | 0            | 1          | 0           | 0          | 0            | 1                   | 0                   | 0                   | 0                   | 0                    | 0                    | 0                    | 0                    | 12    | 0           | 6      | 0            |
| D | Drapeau de l'Angleterre     | Chris Smalling            | 29             | 4              | 3              | 0              | 5      | 0           | 0      | 0            | 3          | 0           | 0          | 0            | 8                   | 0                   | 0                   | 0                   | 1                    | 0                    | 0                    | 0                    | 46    | 4           | 3      | 0            |
| D | Drapeau des Pays-Bas        | Daley Blind               | 7              | 0              | 0              | 0              | 1      | 0           | 0      | 0            | 3          | 0           | 1          | 0            | 6                   | 1                   | 1                   | 0                   | 0                    | 0                    | 0                    | 0                    | 18    | 1           | 2      | 0            |
| D | Drapeau de l'Angleterre     | Luke Shaw                 | 11             | 0              | 2              | 0              | 4      | 0           | 0      | 0            | 3          | 0           | 0          | 0            | 1                   | 0                   | 0                   | 0                   | 0                    | 0                    | 0                    | 0                    | 19    | 0           | 2      | 0            |
| D | Drapeau de l'Équateur       | Antonio Valencia          | 31             | 3              | 7              | 0              | 3      | 0           | 2      | 0            | 0          | 0           | 0          | 0            | 4                   | 0                   | 1                   | 0                   | 1                    | 0                    | 0                    | 0                    | 39    | 3           | 10     | 0            |
| D |                             | Matteo Darmian            | 8              | 0              | 0              | 0              | 2      | 0           | 0      | 0            | 3          | 0           | 0          | 0            | 3                   | 0                   | 1                   | 0                   | 1                    | 0                    | 0                    | 0                    | 17    | 0           | 1      | 0            |
| D | Drapeau des Pays-Bas        | Timothy Fosu-Mensah       | 0              | 0              | 0              | 0              | 0      | 0           | 0      | 0            | 0          | 0           | 0          | 0            | 0                   | 0                   | 0                   | 0                   | 0                    | 0                    | 0                    | 0                    | 0     | 0           | 0      | 0            |
| D |                             | Axel Tuanzebe             | 1              | 0              | 0              | 0              | 0      | 0           | 0      | 0            | 1          | 0           | 1          | 0            | 1                   | 0                   | 0                   | 0                   | 0                    | 0                    | 0                    | 0                    | 3     | 0           | 1      | 0            |
| D |                             | Cameron Borthwick-Jackson | 0              | 0              | 0              | 0              | 0      | 0           | 0      | 0            | 0          | 0           | 0          | 0            | 0                   | 0                   | 0                   | 0                   | 0                    | 0                    | 0                    | 0                    | 0     | 0           | 0      | 0            |
| M |                             | Paul Pogba                | 27             | 6              | 5              | 1              | 3      | 0           | 0      | 0            | 1          | 0           | 1          | 0            | 5                   | 0                   | 0                   | 0                   | 1                    | 0                    | 0                    | 0                    | 37    | 6           | 6      | 1            |
| M |                             | Juan Mata                 | 28             | 3              | 1              | 0              | 5      | 0           | 0      | 0            | 1          | 0           | 0          | 0            | 6                   | 0                   | 0                   | 0                   | 0                    | 0                    | 0                    | 0                    | 38    | 3           | 1      | 0            |
| M | Drapeau de l'Angleterre     | Jesse Lingard             | 33             | 8              | 2              | 0              | 6      | 2           | 0      | 0            | 2          | 3           | 0          | 0            | 6                   | 0                   | 2                   | 0                   | 1                    | 0                    | 1                    | 0                    | 48    | 13          | 5      | 0            |
| M | Drapeau de l'Angleterre     | Michael Carrick           | 2              | 0              | 0              | 0              | 2      | 0           | 0      | 0            | 1          | 0           | 0          | 0            | 0                   | 0                   | 0                   | 0                   | 0                    | 0                    | 0                    | 0                    | 5     | 0           | 0      | 0            |
| M | Drapeau de l'Angleterre     | Ashley Young              | 30             | 2              | 7              | 0              | 4      | 0           | 1      | 0            | 0          | 0           | 0          | 0            | 4                   | 0                   | 1                   | 0                   | 0                    | 0                    | 0                    | 0                    | 38    | 2           | 9      | 0            |
| M |                             | Ander Herrera             | 26             | 0              | 5              | 0              | 4      | 2           | 1      | 0            | 2          | 0           | 0          | 0            | 6                   | 0                   | 0                   | 0                   | 1                    | 0                    | 0                    | 0                    | 39    | 2           | 6      | 0            |
| M |                             | Marouane Fellaini         | 16             | 4              | 1              | 0              | 3      | 0           | 0      | 0            | 0          | 0           | 0          | 0            | 3                   | 1                   | 0                   | 0                   | 1                    | 0                    | 0                    | 0                    | 23    | 5           | 1      | 0            |
| M |                             | Nemanja Matić             | 36             | 1              | 6              | 0              | 4      | 1           | 0      | 0            | 1          | 0           | 0          | 0            | 7                   | 0                   | 0                   | 0                   | 1                    | 0                    | 0                    | 0                    | 50    | 1           | 6      | 0            |
| M |                             | Scott McTominay           | 13             | 0              | 2              | 0              | 3      | 0           | 1      | 0            | 3          | 0           | 0          | 0            | 4                   | 0                   | 1                   | 0                   | 0                    | 0                    | 0                    | 0                    | 23    | 0           | 4      | 0            |
| M |                             | Aliou Traoré              | 0              | 0              | 0              | 0              | 0      | 0           | 0      | 0            | 0          | 0           | 0          | 0            | 0                   | 0                   | 0                   | 0                   | 0                    | 0                    | 0                    | 0                    | 0     | 0           | 0      | 0            |
| M | Drapeau de l'Arménie        | Henrikh Mkhitaryan        | 15             | 1              | 2              | 0              | 1      | 0           | 0      | 0            | 1          | 0           | 0          | 0            | 4                   | 1                   | 0                   | 0                   | 1                    | 0                    | 0                    | 0                    | 22    | 2           | 2      | 0            |
| M |                             | Andreas Pereira           | 0              | 0              | 0              | 0              | 0      | 0           | 0      | 0            | 0          | 0           | 0          | 0            | 0                   | 0                   | 0                   | 0                   | 0                    | 0                    | 0                    | 0                    | 0     | 0           | 0      | 0            |
| A |                             | Alexis Sánchez            | 12             | 2              | 1              | 0              | 4      | 1           | 0      | 0            | 0          | 0           | 0          | 0            | 2                   | 0                   | 1                   | 0                   | 0                    | 0                    | 0                    | 0                    | 18    | 3           | 2      | 0            |
| A |                             | Romelu Lukaku             | 34             | 16             | 4              | 0              | 6      | 5           | 0      | 0            | 2          | 0           | 0          | 0            | 8                   | 5                   | 0                   | 0                   | 1                    | 1                    | 0                    | 0                    | 51    | 26          | 4      | 0            |
| A |                             | Zlatan Ibrahimović        | 5              | 0              | 0              | 0              | 0      | 0           | 0      | 0            | 1          | 1           | 0          | 0            | 1                   | 0                   | 0                   | 0                   | 0                    | 0                    | 0                    | 0                    | 7     | 1           | 0      | 0            |
| A |                             | Anthony Martial           | 30             | 9              | 1              | 0              | 4      | 0           | 0      | 0            | 3          | 1           | 0          | 0            | 8                   | 1                   | 0                   | 0                   | 0                    | 0                    | 0                    | 0                    | 45    | 11          | 1      | 0            |
| A | Drapeau de l'Angleterre     | Marcus Rashford           | 35             | 7              | 3              | 0              | 5      | 1           | 1      | 0            | 2          | 3           | 1          | 0            | 8                   | 3                   | 1                   | 0                   | 1                    | 0                    | 1                    | 0                    | 51    | 14          | 7      | 0            |
| A |                             | James Wilson              | 0              | 0              | 0              | 0              | 0      | 0           | 0      | 0            | 0          | 0           | 0          | 0            | 0                   | 0                   | 0                   | 0                   | 0                    | 0                    | 0                    | 0                    | 0     | 0           | 0      | 0            |

### Récompenses et distinctions
Chaque mois, les internautes votent sur le site du club pour élire, parmi trois propositions, le meilleur joueur de l'équipe.
| Mois      | Premier             | %   | Deuxième        | %   | Troisième         | %   | Quatrième       | %  |
| --------- | ------------------- | --- | --------------- | --- | ----------------- | --- | --------------- | -- |
| Août      | Paul Pogba          | 49% | Nemanja Matić   | 39% | Phil Jones        | 12% | -               | -  |
| Septembre | Anthony Martial     | 41% | Romelu Lukaku   | 31% | Marouane Fellaini | 20% | Marcus Rashford | 8% |
| Octobre   | Anthony Martial     | 49% | David De Gea    | 48% | Chris Smalling    | 3%  | -               | -  |
| Novembre  | Ashley Young (1)    | 67% | Paul Pogba      | 29% | Chris Smalling    | 4%  | -               | -  |
| Décembre  | Jesse Lingard (1)   | 85% | Juan Mata       | 12% | Phil Jones        | 3%  | -               | -  |
| Janvier   | Anthony Martial (3) | 50% | Jesse Lingard   | 35% | Luke Shaw         | 15% | -               | -  |
| Février   | David De Gea (1)    | 60% | Scott McTominay | 21% | Romelu Lukaku     | 19% | -               | -  |
| Mars      | Romelu Lukaku (1)   | 71% | Nemanja Matić   | 22% | Ashley Young      | 7%  | -               | -  |
| Avril     | Paul Pogba (2)      | 61% | Ander Herrera   | 21% | Alexis Sánchez    | 18% | -               | -  |
| Mai       | Ander Herrera (1)   | 53% | Ashley Young    | 31% | Chris Smalling    | 16% | -               | -  |

- Joueur de l'année (trophée Sir Matt Busby) :  David de Gea[28]
- Joueur de l'année selon les joueurs :  David de Gea[29]
- Plus beau but de la saison :  Nemanja Matić[30]
- Joueur(s) élu(s) joueur du mois en Premier League : aucun en 2017-2018
- Membre(s) du club dans l'équipe-type de la saison en Premier League :  David de Gea[31]